# Reconnaissance des unions entre personnes de même sexe au Lesotho
Le Lesotho ne reconnaît pas le mariage ni l'union civile entre personnes de même sexe. La loi sur le mariage de 1974 ne prévoit pas la reconnaissance des unions entre personnes de même sexe.

## Reconnaissance historique des relations entre personnes de même sexe
Historiquement, la société Basotho reconnaissait les relations motswalle formées entre les femmes pendant l'adolescence. Souvent, une relation motswalle était reconnue publiquement par un festin rituel et la communauté était pleinement consciente de l'engagement des femmes les unes envers les autres,. Les relations Motswalle différaient de la vision occidentale des relations homosexuelles. Les femmes engagées dans des relations Motswalle « épousaient des hommes et se conformaient, ou semblaient se conformer, aux attentes de genre », et n'avaient pas d'identité sociale différente, même si elles étaient engagées dans des relations avec d'autres femmes. Les femmes engagées dans des relations de type motswalle différaient également de la vision occidentale des amies hétérosexuelles. Le chercheur William J. Spurlin a écrit qu'« il est important de ne pas simplement traduire en anglais l'utilisation du mot sesotho motswalle [...] par lesbienne ». Néanmoins, Spurlin a déclaré qu'« il serait possible de situer les relations de type motswalle sur le continuum lesbien afin d'en discuter, d'en débattre et de les imaginer théoriquement comme des lieux possibles de l'existence lesbienne, compte tenu des liens affectifs et intimes étroits qui unissent les femmes, mais à condition que ces relations ne soient pas réduites à la conception occidentale du terme lesbienne ». À mesure que le Lesotho s'est modernisé, il a été exposé à la culture occidentale et à l'homophobie, effaçant ainsi les relations motswalle.
En 1941, une enquête officielle a révélé que les hommes Basotho « participaient avec enthousiasme » à des relations bokonchana, également connues sous le nom de « mariages de mine » entre hommes, ainsi qu'à des cérémonies publiques de travestissement et de mariage entre personnes de même sexe.

## Histoire du droit

L'activité sexuelle entre personnes de même sexe est légale
Marriage pour tous
Reconnaissance limitée (droits de résidence à l'étranger)
Pas de reconnaissance des couples de même sexe
Les activités sexuelles entre personnes de même sexe sont illégales
Prison mais non appliquée
Prison
La peine de mort est inscrite dans les livres, mais elle n'est pas appliquée
Peine de mort appliquée

Loi sur le mariage de 1974 (sotho du Sud : Molao wa Lenyalo, 1974; Loi 10 de 1974) n'interdit pas expressément les mariages entre personnes de même sexe et ne définit pas explicitement le mariage comme étant l'union d'un homme et d'une femme, mais désigne généralement les conjoints mariés comme étant de sexe opposé. Outre les mariages civils, les mariages coutumiers conclus selon la coutume sotho sont également reconnus au Lesotho. Historiquement, les femmes mariées au Lesotho étaient considérées comme mineures du vivant de leur mari. Leurs activités économiques étaient soumises à de sévères restrictions, elles ne pouvaient conclure de contrats juridiquement contraignants sans le consentement de leur mari et n'avaient aucun droit de recours devant les tribunaux civils. Cette situation a changé avec l'adoption de la loi de 2006 sur la capacité juridique des personnes mariées (loi n° 9 de 2006), approuvée par le Parlement du Lesotho en novembre 2006.
En 2019, le Transformation Resource Centre (TRC), une organisation qui milite pour la justice, la paix et le développement participatif, a appelé le gouvernement à légaliser le mariage homosexuel et l'adoption homoparentale. Selon un rapport de la CVR de 2019, « Il n'existe aucun cadre législatif pour la protection des droits des personnes [LGBT] et des autres minorités sexuelles. Cette absence de cadre législatif entraîne diverses formes de discrimination, notamment le refus d'accès aux soins de santé, des agressions policières ciblées, la non-reconnaissance de leurs unions comme mariages légaux et l'interdiction d'adopter des enfants ». Ce rapport soulignait également que de nombreuses personnes LGBT étaient contraintes à des mariages hétérosexuels. La même année, Matau Futho Letsatsi, directrice du Genre au ministère du Genre, de la Jeunesse, des Sports et des Loisirs, reconnaissait qu'aucune loi n'autorisait le mariage entre personnes de même sexe au Lesotho.
En 2022, le juge en chef de la Haute Cour, Sakoane Sakoane, a déclaré que le pouvoir judiciaire serait un « acteur clé » pour garantir l'égalité des droits des personnes LGBT au Lesotho : « Dans ce Royaume du Lesotho, la communauté [LGBT] existe de fait en tant que partie de la société. […] Il n'existe pas encore de jurisprudence locale sur ce que ces droits signifient pour la communauté [LGBT], même si la Constitution garantit deux droits importants : le droit au respect de la vie privée et familiale (à l'article 11) et la liberté de ne pas subir de discrimination (à l'article 18). » La Constitution du Lesotho ne traite pas expressément du mariage homosexuel, mais interdit la discrimination fondée sur divers motifs, mais pas sur l’orientation sexuelle, et stipule que toute personne a droit à une protection égale devant la loi. L'article 40 de la Constitution accorde la citoyenneté aux ressortissants étrangers qui ont épousé un citoyen du Lesotho après 5 ans de cohabitation au Lesotho.

## Performance religieuse
L'Église anglicane d'Afrique australe, qui compte un diocèse au Lesotho, n'autorise pas les mariages entre personnes de même sexe. Ses règles matrimoniales stipulent que « le mariage sacré est l'union à vie et exclusive d'un homme et d'une femme ». En 2016, le synode a voté contre la bénédiction des unions entre personnes de même sexe. Cette décision a divisé l'Église, plusieurs diocèses décidant néanmoins de procéder à la bénédiction des relations entre personnes de même sexe, notamment le diocèse de Saldanha Bay en Afrique du Sud. L'archevêque Thabo Makgoba a exprimé sa déception face à la décision de ne pas bénir les unions homosexuelles, mais a ajouté que « tout n'est pas perdu », exprimant l'espoir que la question soit à nouveau débattue. L'ancien archevêque Njongonkulu Ndungane a également exprimé sa déception face à cette décision. En 2022, l'évêque Vicentia Kgabe a signé une déclaration exprimant son soutien à l'inclusion des personnes LGBT dans la Communion anglicane. Début 2023, l'Église a une fois de plus refusé de permettre à son clergé de bénir les unions homosexuelles, mais a demandé au synode d'élaborer des « lignes directrices pour fournir un ministère pastoral aux personnes vivant des relations homosexuelles ». En mai 2024, l'archevêque Makgoba a publié un document recommandant des prières pour les couples de même sexe, que le synode a rejeté en septembre.
En 2020, l'Église méthodiste d'Afrique australe a voté pour permettre à ses membres, y compris le clergé ordonné, de contracter des unions homosexuelles, tout en conservant l'enseignement de la dénomination selon lequel le mariage est une union « entre un homme et une femme »,.

## Opinion publique
Aucun sondage d'opinion n'a évalué le soutien du public au mariage homosexuel au Lesotho. Cependant, la légalisation du mariage homosexuel en Afrique du Sud, pays qui exerce une influence sociale, politique et culturelle sur le Lesotho, a contribué à une meilleure connaissance des relations entre personnes de même sexe.